# American Journalism Review
L’American Journalism Review est un ancien magazine américain couvrant différents sujets journalistiques. Lancé en octobre 1977 sous le nom de Washington Journalism Review, il était publié 6 fois par an par le Philip Merrill College of Journalism de l'université du  Maryland et avait une diffusion de 24 000 exemplaires. Détenu depuis la fin des années 1980 par une fondation de l'université, il est passé au tout-numérique en 2013 et a cessé d'être édité en juillet 2015,. 